# Port St Mary
Port St Mary (manx (språk): Purt le Moirrey) är en ort och ett distrikt på Isle of Man (Storbritannien). Port St Mary ligger på södra delen av Isle of Man, 19 km sydväst om huvudstaden Douglas. Antalet invånare är 1 953.